# Sudislaw (Pskow)
Sudislaw (* vor 1014; † 1063 in Kiew) war Fürst von Pskow (1014–1036) und jüngster bekannter Sohn von Wladimir dem Großen.

## Leben
Sein Geburtsjahr ist unbekannt, ebenfalls Name und Herkunft der Mutter.
1014 wurde er Fürst im neu geschaffenen Fürstentum Pskow nach Beginn der Kämpfe zwischen seinem Bruder Jaroslaw und dem Vater.
1036 wurde er von Jaroslaw abgesetzt und gefangen gesetzt.
1059 ließen ihn dessen Söhne frei unter der Bedingung, dass er auf den Großfürstenthron in Kiew verzichte. 1063 starb er als Mönch im Georgskloster in Kiew.